# Biologie du vieillissement

La biologie du vieillissement est l'étude des processus physiologiques par lesquels les organismes traversent le temps, et voient leurs fonctions se dégrader. 
- Cette discipline est une approche globale, non seulement du vieillissement de l'Homme, mais aussi de tous les êtres vivants (animaux et végétaux) pour mieux comparer les différentes types de vieillissement dans toutes ces espèces et les voies et mécanismes moléculaires sous-jacents.

- Elle recherche les causes et les effets du vieillissement au niveau moléculaire, cellulaire, tissulaires, organique et organismique.

- Elle est multidisciplinaire puisqu'elle utilise des disciplines aussi diverses que la génétique, la biochimie, la biologie (cellulaire, moléculaire, intégrative), la physiologie, la zoologie, l'éthologie, biologie de l'Évolution.

- Elle étudie en particulier le contrôle génétique de la sénescence cellulaire, et les effets de l'environnement  sur celui-ci.

- La sénescence des métazoaires va entraîner soit la formation de nouveaux phénotypes cellulaires : les cellules sénescentes  ou la mort de ces cellules par apoptose.

## Spécialistes de la biologie du vieillissement
- Jacques Tréton (1947-2022), biologiste français
- Éric Gilson, biologiste français dont les recherches portent sur les télomères